# 2009 en république de Macédoine
Cet article présente les faits marquants de l'année 2009 en république de Macédoine.

## Évènements

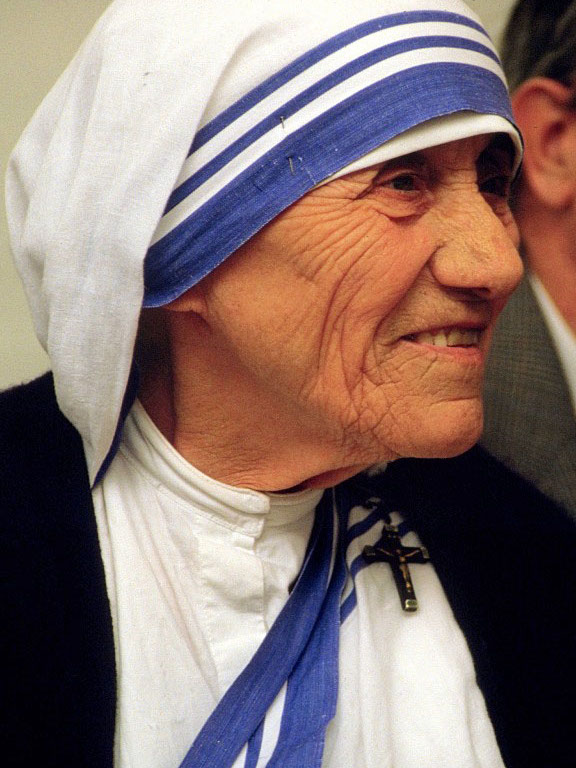
Mère Teresa (juillet 1986)

### Janvier
- Vendredi 30 janvier 2009 : une maison du souvenir à la mémoire de mère Teresa est inaugurée à Skopje, la capitale macédonienne, où naquit la religieuse, future prix Nobel de la paix 1979. Le petit musée a été construit sur l'ancien emplacement de l'église où la petite Agnès Gonxhe Bojaxhi, née en septembre 1910 fut baptisée.

### Mars
- Dimanche 22 mars 2009 : selon l'Organisation pour la sécurité et la coopération en Europe (OSCE) et les États-Unis, le premier tour des élections présidentielles et des élections locales, se sont déroulées dans de bonnes conditions démocratiques, « de manière générale sans incident et dans le calme ». Le scrutin a « respecté les normes de l'OSCE et du Conseil de l'Europe » et a été « bien géré et exempt des violences qui avaient jeté une ombre sur les élections parlementaires de 2008 ».

### Mai
- Vendredi 15 mai 2009 : la municipalité de Skopje est en cours de réalisation de l'installation sur la place centrale de la capitale d'une statue équestre monumentale d'Alexandre le Grand. « La date exacte d'achèvement de cette statue dépend de la fonderie italienne, Fonderia artistica Ferdinando Marinelli de Florence, chargée de ce travail »; l'œuvre, qui doit faire 22 mètres de haut, représentera Alexandre le Grand sur son cheval Bucéphale. Le coût de ce projet est estimé à 4,5 millions d'euros. Cette décision risque de susciter un vif mécontentement en Grèce, qui avait déjà très mal pris la décision macédonienne de renommer l'aéroport de Skopje en « Aéroport Alexandre le Grand », en décembre 2006[1].

### Juillet
- Mercredi 8 juillet 2009 : trois ministres ont démissionné du gouvernement de Nikola Gruevski, il s'agit du vice-premier ministre chargé de l’Économie Zoran Stavreski, du ministre de l’Éducation Pero Stojanovski et celui de l'Agriculture Aco Spasenovski, ont démissionné, alors que le ministre des Finances Trajko Slavevski a été démis de ses fonctions. Fin juin, le vice-premier ministre chargé de l'intégration européenne Ivica Bocevski avait démissionné du gouvernement Gruevski[2].